# Bosão I de Arles
Bosão de Arles, também conhecido como Boso, Boson ou Bosone VI da Provença (885–936), foi conde de Arles de 926 a 936 e marquês da Toscana, de 931 a 936.

## Relações familiares
Foi filho de Teobaldo de Arles (entre 850 e 860 — 887 ou 895) e de Berta de França (c. 863 - 925), filha ilegítima de Lotário II da Lotaríngia, rei da Lotaríngia e de Waldrada (c. 835–869).
Casou por duas vezes, da uma das suas esposas, cujo nome a história não regista, teve:
1. Robaldo de Arles (c. 900 - 936) casado com Ermengarda da Aquitânia, filha de Guilherme I , e que foi assassinada pelo seu tio Hugo da Aquitânia em 936.

Do segundo casamento, com Vila da Borgonha ou Guilda da Borgonha (912- ?), filha de Rodolfo I da Borgonha e de Guila de Borgonha, teve:
1. Berta de Arles (c. 895 - 18 de Outubro de 965), condessa de Arles, casada cerca de 924 com Bosão I da Borgonha (895 - 935), filho de Ricardo, Duque da Borgonha, "o justiceiro". Bosão entretanto ingressou como abade na Abadia de Saint-Pierre de Moyenmoutier e mais tarde na Abadia de Remiremont em Vosges. Depois de viúva Berta casou em 936 Raimundo II de Ruergue e Tolosa (? - 961), conde de Ruergue.
2. Vila de Avinhão (c. 912 - 970) que foi rainha de Itália ao casar em 930 com Berengário II (Berengário de Ívrea; (c. 900–966).[7])
3. Riquilda
4. Gisele